# Export-Import Bank of the United States

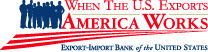
Motto

Die Export-Import Bank of the United States (Ex-Im Bank, meist kurz EXIM) ist ein staatliches Kreditinstitut in den USA. Es wurde 1934 durch Erlass des US-Präsidenten gegründet. Seit 13. März 1968 ist sie eine „Unabhängige Behörde“.
Die Bank finanziert den Außenhandel mit US-amerikanischen Produkten und übernimmt das Kreditrisiko. Es werden sowohl Konzerne als auch kleine Unternehmen gefördert, dabei gibt es keine Ober- oder Untergrenzen bei der Kredithöhe.
Die Leitung hat ein Vorstand (Board) inne. Die Vorstandsposten werden direkt durch den Präsidenten der Vereinigten Staaten bestimmt.
Sitz ist Washington, District of Columbia. Das Kreditinstitut unterhält sieben nationale Außenstellen (Regional Offices). Im Ausland wird das Unternehmen durch die dortige  Diplomatische Vertretung, beispielsweise vom Commercial Consul eines Generalkonsulates, vertreten.

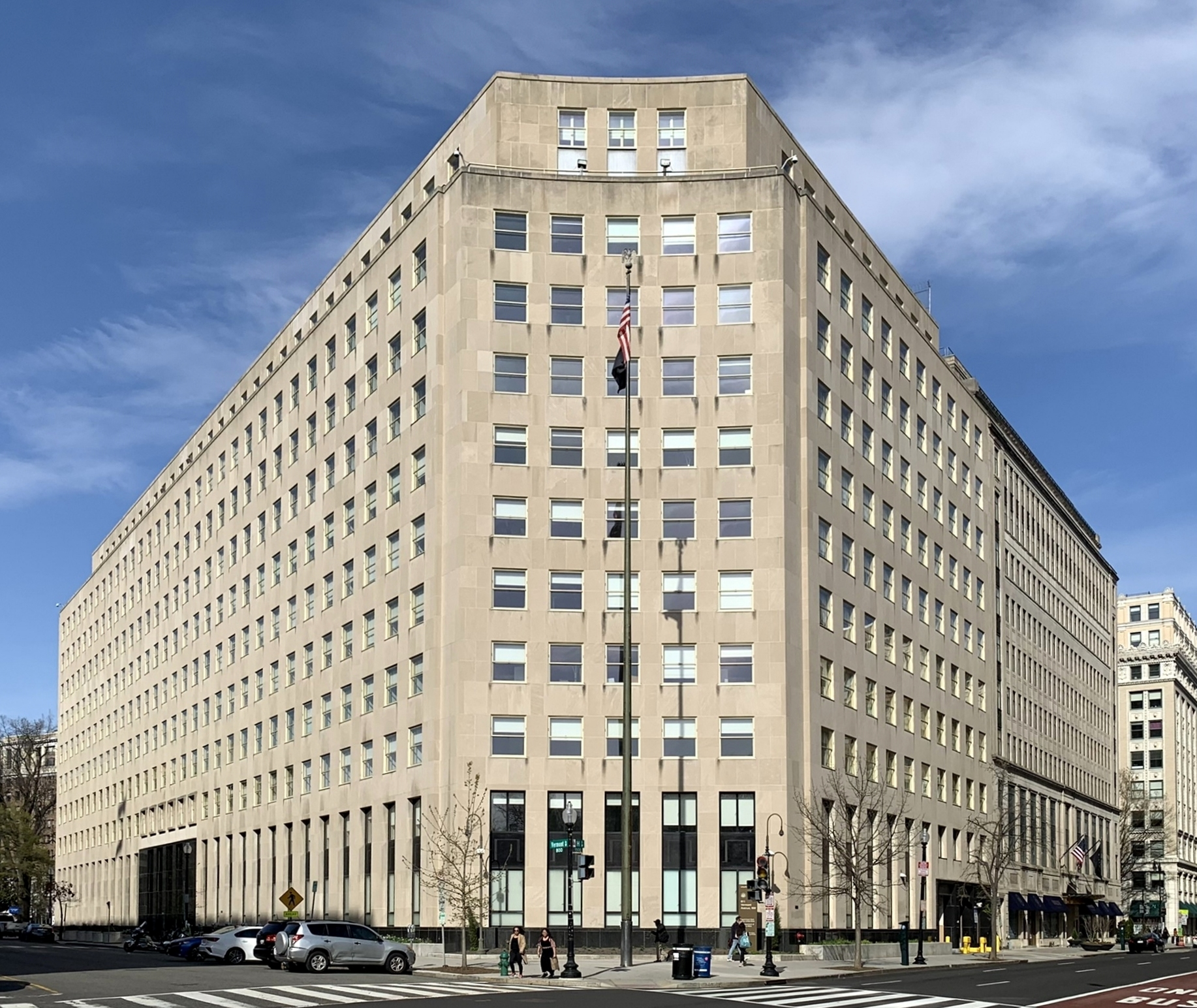
Hauptsitz

Im Fiskaljahr 2009 wurde ein Überschuss von 135 Mio. US-Dollar erzielt.